# Freyella microplax
Freyella microplax är en sjöstjärneart som först beskrevs av Fisher 1917.  Freyella microplax ingår i släktet Freyella och familjen Freyellidae. Inga underarter finns listade i Catalogue of Life.